# Vincent Samways
Vincent Samways és un exfutbolista anglès, nascut a Londres el 27 d'octubre de 1968. Ocupava la posició de migcampista. Va ser internacional anglès en categoria sub-21.

## Trajectòria
Va començar al londinenc equip del Tottenham Hotspur FC, amb qui va guanyar una FA Cup el 1991. Amb el Tottenham també va arribar als quarts de final de la Recopa 91/92. El 1994 marxa a l'Everton FC, amb qui es va imposar al Blackburn Rovers a la Charity Shield, precisament amb un gol de Samways. La temporada 95/96 va ser cedit al Wolverhampton Wanderers FC i Birmingham City FC.
Sense continuïtat a l'Everton, marxa a la competició espanyola per militar a la UD Las Palmas, per aquell temps a la Segona Divisió B. Va ser un jugador destacat al quadre canari, amb qui va disputar 160 partits i va ser-hi el capità. La temporada 02/03 recala al Sevilla FC.
Retornaria al seu país per militar al Walsall. Es retiraria el 2005, després d'haver jugat l'última temporada a l'Algeciras CF, de nou a la Segona Divisió espanyola.